# Leptotheridium
Leptotheridium és un gènere extint de mamífers artiodàctils de la família dels xifodòntids que visqueren a l'Europa occidental durant l'Eocè, fa entre 33,9 i 47,8 milions d'anys. Se n'han trobat restes fòssils a Espanya (incloent-hi els jaciments de Sant Jaume de Frontanyà, el Roc de Santa i Sossís), França i Suïssa. Presenten un cert grau, no gaire considerable, de selenodòncia. Les quartes dents premolars superiors (P4) eren més aviat llargues. El nom genèric Leptotheridium significa ‘Leptotherium petit’, en referència a un tàxon que avui en dia es considera un nomen nudum.